# Fontanna w ogrodach Palazzo Colonna w Rzymie (obraz Stanisława Masłowskiego)
Fontanna w ogrodach Palazzo Colonna w Rzymie – obraz – akwarela polskiego malarza Stanisława Masłowskiego z 1904 roku, znajdująca się w zbiorach Muzeum Narodowego w Warszawie.

## Opis
Akwarela o wymiarach 44,8 × 33,2 cm) przedstawia widok na kamienne schodki i równoległą z nimi barierę ułożoną z płyt kamiennych w barwnym ogrodowym otoczeniu z figurą ludzką i fragmentem architektury w tle.
Masłowski namalował omawianą akwarelę w Rzymie w 1904 roku. Obraz jest opatrzony sygnaturą:"St. Masłowski|24 IV 1904". W 2022 obraz znajdował się w zbiorach Muzeum Narodowego w Warszawie – numer identyfikacyjny: "Rys.Pol.14302 MNW"

## Dane uzupełniające
Ponieważ obraz powstawał w kwietniu 1904 – warto zapoznać się z fragmentem listu artysty do jego żony z kwietnia tego roku, w którym napisał: [...] "Żebym mógł, posłałbym Ci kwiatów, które tu całymi masami dostaję. W ogrodzie di Colonna – prywatny, gdzie trzeba prosić o pozwolenie wstępu – zawsze mi stróżka daje całe pęki kamelii, cudownych pąsowych i białych, i to wprost z krzaka obcina sierpem, dostaje za to 20 centesimów" [...]

## Literatura
- Stanisław Masłowski – Materiały do życiorysu i twórczości, oprac. Maciej Masłowski, Wrocław, 1957, wyd. "Ossolineum"
- Rejestr online Muzeum Narodowego w Warszawie – https://cyfrowe.mnw.art.pl/pl/katalog/756576 (dostęp: pią, 5 sie 2022, 20:09:46)